# Dark Floors
Dark Floors – The Lordi Motion Picture (Arbeitstitel: Punainen liitu, Alternativtitel: Demonic Possession) ist ein finnischer Psycho-Horrorfilm. Mit einem Budget von 4,2 Mio. Euro – darin enthalten sind 300.000 Euro an staatlicher Förderung – ist er der teuerste finnische Film aller Zeiten.
Der in einer Kooperation mit der Hardrock-Band Lordi entstandene Film ist das Erstlingswerk des Regisseurs Pete Riski, der zuvor bereits die Musikvideos der Band gedreht hatte. Die Band, deren Mitglieder im Film selbst die Monster darstellen, hat zum Soundtrack auch das Lied Beast Loose In Paradise beigesteuert, das auf Platz drei der finnischen Charts einstieg.
Dark Floors wurde von der Band bereits am 19./20. Mai 2007 bei den Internationalen Filmfestspielen von Cannes beworben. Seine Premiere hatte der Film vor 5.000 Gästen am 6. Februar 2008 in Oulu in der Oulun Energia Areena, Heimstätte des finnischen Eishockeyvereins Oulun Kärpät. Die landesweite Premiere erfolgte am 8. Februar 2008.

## Handlung
Das autistisch veranlagte Mädchen Sarah leidet unter einer akuten Psychose, weswegen ein MRT-Scan von ihrem Gehirn erstellt werden soll, was die Rahmenhandlung bildet. Sie weigert sich fast völlig, zu sprechen, und zeichnet stattdessen düstere Bilder.
Das Hauptgeschehen zeigt, was sich währenddessen im Kopf des Mädchens abspielt: Da ihr keiner der Ärzte helfen kann, entschließt sich ihr Vater Ben, sie mitzunehmen. Zusammen mit vier weiteren Menschen bleiben sie jedoch zwischen dem 6. und 7. Stockwerk stecken. Als sich die Fahrstuhltüren wieder öffnen, ist der 6. Stock verwaist, und die Zeit ist stehengeblieben. Auf dem Weg nach draußen begegnen sie verschiedenen Monstern und Gespenstern. Da der Fahrstuhl immer noch nicht funktioniert und auch weitere Zugänge blockiert sind, müssen sie sich mühselig von Stockwerk zu Stockwerk kämpfen. Dabei werden die Kulissen immer alptraumhafter. Später erkennen die sechs, dass Sarah im Mittelpunkt der seltsamen Geschehnisse steht. Beim Versuch, aus dem Krankenhaus zu entkommen, müssen immer mehr aus der Gruppe ihr Leben lassen. Ihren eigenen Dämon projiziert Sarah zum Schluss auf ihren Vater, der sie in diesem Moment wieder aus dem MRT zerrt.

## Kritik
„Horrorfilm mit den üblichen Zutaten, der im Gros des Angebots untergehend würde, wäre er nicht der offizielle Band-Film der finnischen Metal-Gruppe Lordi („The Lordi Motion Picture“) und die filmische Umsetzung ihrer gewöhnungsbedürftigen Bühnenshow.“

„Wer bei einem Lordi-Film absoluten Trash erwartet, wird hier positiv überrascht. Die Geschichte mag gleichzeitig vorhersehbar und unsinnig sein, dafür stimmen die Atmosphäre und das Setting. Trotz der fehlenden Gesangseinlagen für Fans der finnischen Hardrockband sehenswert, aber auch Horroranhänger können einen Blick riskieren.“

## Synchronisation
Die deutschsprachige Synchronisation erfolgte durch City of Voices.